# Ашингер, Август

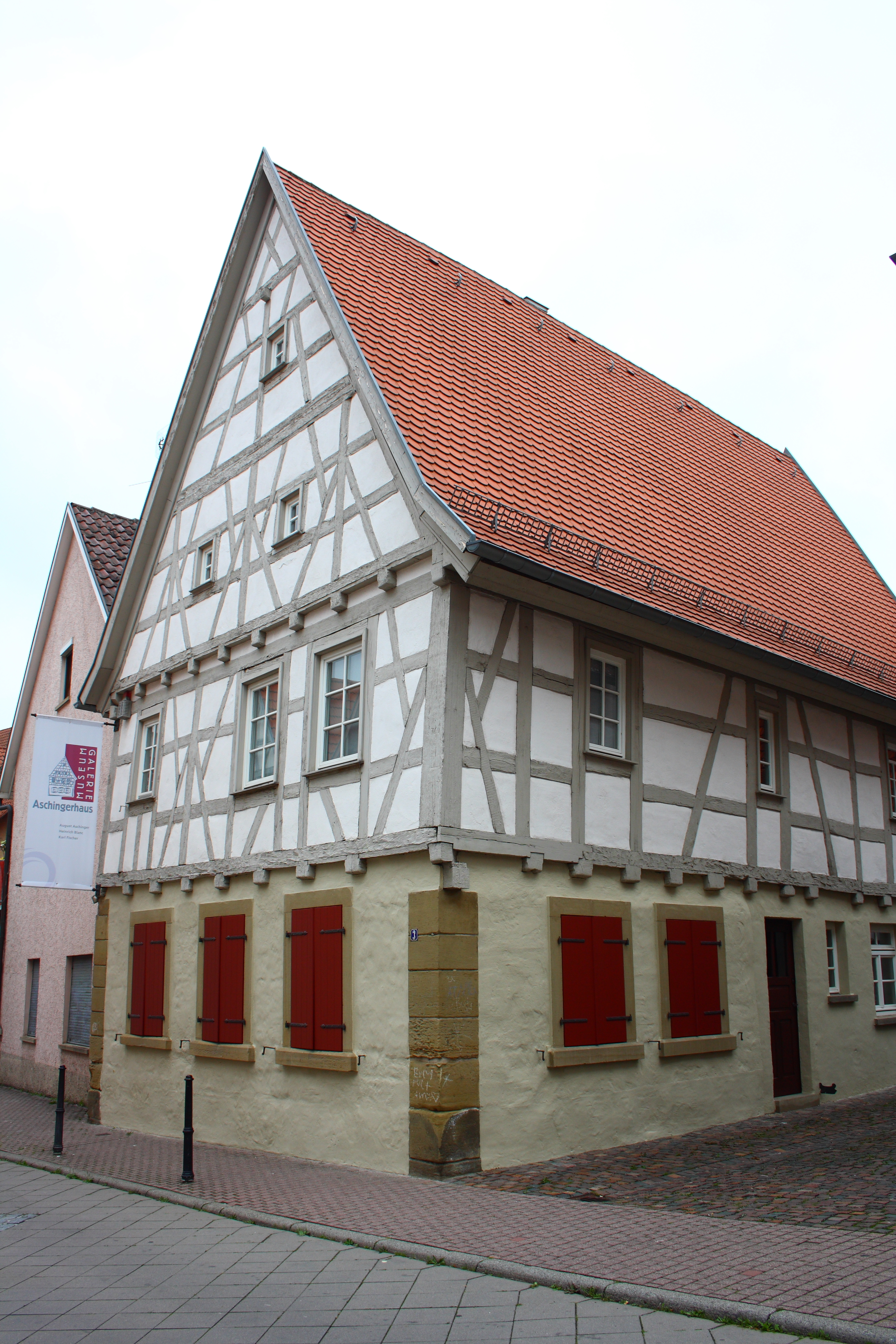
Дом в Обердердингене, где родился Август Ашингер

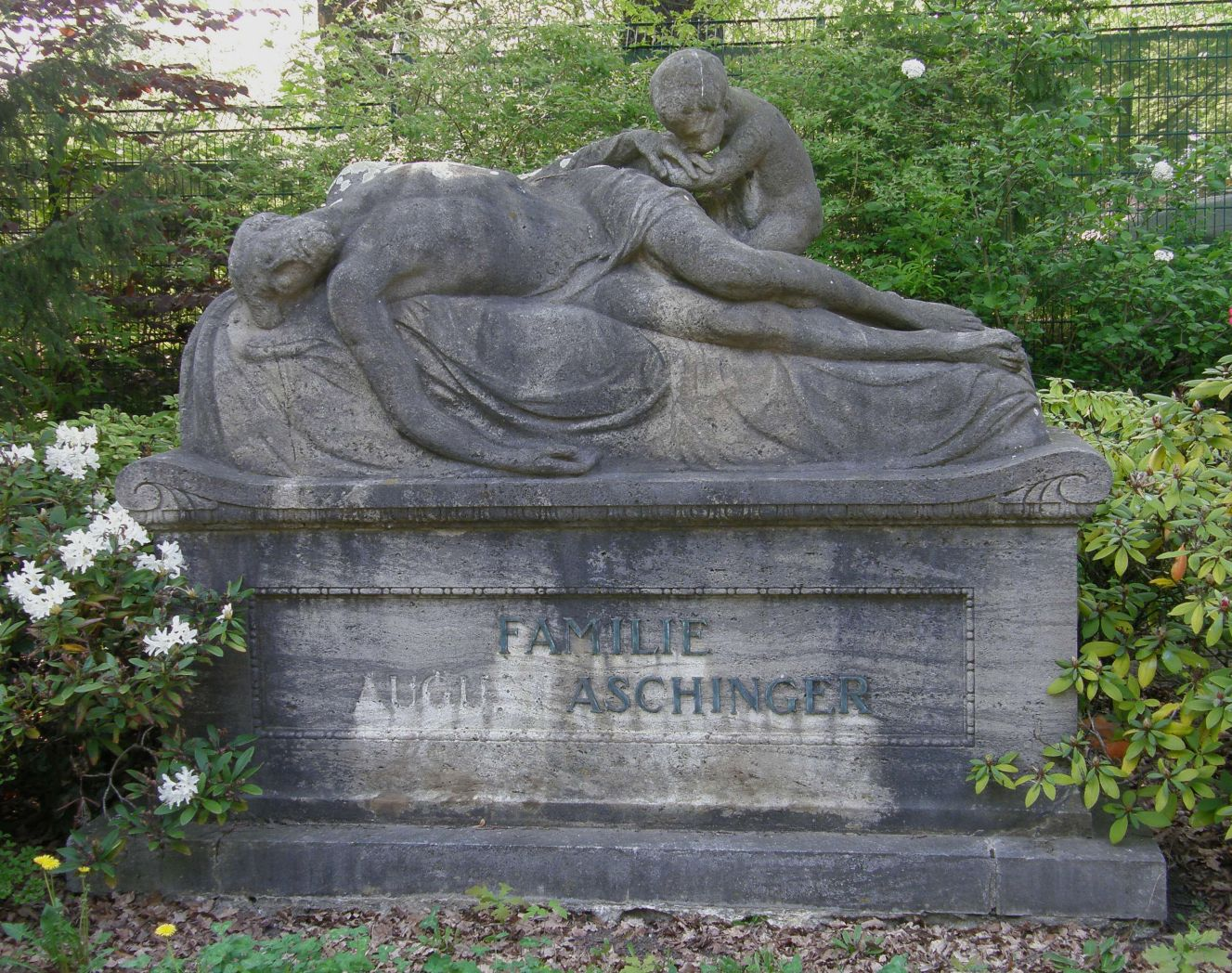
Могила Ашингеров на кладбище Луизенфридхоф в Берлине

Август А́шингер (нем. August Aschinger; 8 апреля 1862, Обердердинген — 28 января 1911, Берлин) — немецкий ресторатор. Вместе с братом Карлом владел в Берлине компанией «Ашингер», которая продолжительное время являлась самым крупным гастрономическим предприятием Европы.

## Биография
Август Ашингер — десятый из одиннадцати детей бондаря Андреаса Ашингера (1807—1867) и его второй супруги Доротеи Гёц. Отец умер рано, и восьми оставшимся с матерью детям приходилось самим заботиться о своём пропитании. Старший брат Фридрих нашёл работу в Берлине и вызвал к себе братьев Августа и Карла. В 1884 году Август Ашингер работал в Берлине поваром. В апреле 1888 года Август Ашингер женился в Берлине на Хелене Нойман. В этом браке родились дочь Элизабет (ум. 1949) и сын Фриц (1894—1949). На приданое жены Август открыл собственный трактир рядом с панорамой «Битва при Седане» на Александерплац. Специфические потребности спешащих клиентов послужили отправной точкой для идеи будущего предприятия Ашингеров.
В 1892 году Август вместе с братом Карлом учредил компанию «Ашингер», которая на рубеже XX века владела 23 пивными, 15 кондитерскими, 8 ресторанами и другими торговыми точками и в короткие сроки выдвинулась в крупнейшее гастрономическое предприятие Европы. Многочисленные двоюродные братья и другая родня Ашингеров из Вюртемберга получили работу в Берлине. В 1910 году Августу Ашингеру было присвоено звание почётного гражданина Дердингена. В доме, где родился Август Ашингер, открыт музей, его имя также носит улица родного города. Август Ашингер похоронен на кладбище Луизенфридхоф в Берлине.